# 카판놀리
카판놀리 (Capannoli) 이탈리아 토스카나주의 피사도에 위치한 코무네 (지방자치단체)이다. 피사에서 남서쪽 약 50 킬로미터 (31 mi), 피사에서 동남쪽 25 킬로미터 (16 mi) 거리에 있다.
카시아나테르메라리, 팔라이아, 페촐리, 폰사코, 폰테데라, 테리촐라 등과 경계를 맞대고 있다. 산토피에트로벨베데레가 카판놀리에 포함되어 있다.